# English Electric Part One
English Electric Part One is het zevende studioalbum van de Engelse progressieve-rockband Big Big Train. Het album werd in 2012 op cd en als muziekdownload uitgebracht via het eigen label English Electric Recordings en Giant Electric Pea. In 2019 werd een gelimiteerde heruitgave op vinyl uitgebracht door English Electric Recordings en Plane Groovy. Het album is opgenomen in de eigen English Electric Studios in Bournemouth. Aanvullende opnames vonden plaats in andere studio's in Engeland en Nederland.

## Ontvangst
Op Dutch Progressive Rock Pages (DPRP) werd het album viermaal beoordeeld. De consensus was dat English Electric Part One een goed album is met nummers die tussen folk en progressieve rock balanceren. Het openingsnummer The First Rebreather werd vergeleken met werk dat Genesis afleverde in de vroege periode van de tijd waarin Phil Collins hun zanger was. Volgens Brian Watson was er geen enkel negatief commentaar op het album te vinden op internet. English Electric Part One werd door de lezers van DPRP uitgeroepen tot album van het jaar.
Douwe Fledderus van Progvisions omschreef het album als "a delicate mix of symphonic/progressive rock and influences of the Canterbury scene with often a classical touch".

## Musici
- David Longdon – zang, fluit, vibrafoon, tamboerijn, banjo, accordeon, melodica, keyboard, mandoline, akoestische en elektrische gitaar
- Andy Poole – achtergrondzang, akoestische gitaar, keyboard, mandoline
- Dave Gregory – (elektrische) gitaar, zang, banjo, mellotron
- Greg Spawton – bas, akoestische en elektrische gitaar, Moog, achtergrondzang, mandoline, klassieke gitaar, keyboard;
- Nick D'Virgilio – drums, achtergrondzang

Met onder andere:
- Andy Tillison (Parallel or 90 Degrees, The Tangent) – orgel, Moog, keyboard
- Danny Manners (The Happy End) – piano, contrabas
- Daniel Steinhardt (Tin Spirits) – elektrische gitaar
- Jan Jaap Langereis (Salmon) – blokfluit
- Martin Orford (IQ, Jadis, The Lens) – achtergrondzang
- Rachel Hall (Stackridge) – viool

## Muziek
| Nr. | Titel                          | Duur |
| --- | ------------------------------ | ---- |
| 1.  | The First Rebreather           | 8:32 |
| 2.  | Uncle Jack                     | 3:49 |
| 3.  | Winchester from St Giles' Hill | 7:16 |
| 4.  | Judas Unrepentant              | 7:18 |
| 5.  | Upton Heath                    | 9:17 |
| 6.  | A Boy in Darkness              | 5:39 |
| 7.  | Summoned by Bells              | 8:03 |
| 8.  | Hedgerow                       | 8:52 |

De uitgave op vinyl bevat twee extra nummers.
| Nr. | Titel               | Duur  |
| --- | ------------------- | ----- |
| 9.  | Kingmaker           | 10:50 |
| 10. | Victorian Brickwork | 12:33 |

De heruitgave in 2019, eveneens op vinyl, eindigt met twee andere nummers.
| Nr. | Titel                                                       | Duur  |
| --- | ----------------------------------------------------------- | ----- |
| 9.  | Seen Better Days (The Brass Band's Final Piece)             | 4:48  |
| 10. | East Coast Racer (Live at King's Place, London August 2015) | 17:30 |

Judas Unrepentant handelt over kunstvervalser Tom Keating, die schilderijen vervalste, maar in allen nagemaakte kunstwerken een klein detail veranderde om terug te kunnen zien of het werk origineel was dan wel nagemaakt.